# Vanessa Paradis
Vanessa Chantal Paradis, född 22 december 1972 i Saint-Maur-des-Fossés (en förstad till Paris), Val-de-Marne, Frankrike, är en fransk sångerska, låtskrivare, kompositör, skådespelare och modell. Hon fick sitt genombrott 1987, som 14-åring, med hitlåten "Joe le taxi".

## Biografi
Vanessa Paradis växte upp i Villiers-sur-Marne och tog lektioner i dans och pianospel. Med sitt stora filmintresse, inte minst beundran av Marilyn Monroe, tillbringade hon mycket tid med sin morbror, den franske skådespelaren och filmproducenten Didier Pain och hans umgänge av film- och musikmänniskor. 
Åtta år gammal medverkade hon i TV-showen L'École des fans (1981) och spelade in sin första musiksingel, "La Magie des surprises-parties", 1983. Fyra år senare gav hon ut sin första LP, M&J (står för "Marilyn och John", alltså Marilyn Monroe och John F. Kennedy), och fick sitt internationella genombrott, 14 år gammal, med hitlåten "Joe le taxi" (1987), som låg på topplistorna i många länder och på 1:a plats i Frankrike i 11 veckor. Två år senare bestämde hon sig för att lämna sina skolstudier för att satsa allt på karriären, då hon fick huvudrollen som skolelev med komplicerat förhållande till sin lärare i debutfilmen Noce blance, för vilken hon erhöll det stora nationella filmpriset César som "Mest lovande nykomling" 1990 och även Prix Romy Schneider. 1990 fick hon också musikpriset Victoire de la musique som "Bästa musikartist". Detta upprepades 1991 med priset för "Bästa musikvideo" för "Tandem" i anslutning till hennes andra album, Variations sur le même t'aime, som gjordes i samarbete med Serge Gainsbourg och bland annat innehåller hennes version av Lou Reeds "Walk on the Wild Side". Med åren har det kommit att bli många filmroller, musikalbum och priser, inte minst ett flertal Victoire de la musique.
1991 blev hon reklamansikte för parfymen Coco från modehuset Chanel, vilket hon varit sedan dess. 1992 flyttade hon till USA för att i samverkan med Lenny Kravitz, som hon var tillsammans med 1992–1997, spela in sitt första album på engelska, Vanessa Paradis, med bland annat hitlåten "Be My Baby" och 1993 gjorde hon sin första internationella turné, Natural High Tour. 1994 fick hon stora framgångar i Frankrike och internationellt med Jean Beckers film Elisa. För rollen i Patrice Lecontes film Flickan på bron (1999) nominerades hon för ännu en César 2000, och för rollen som mor till ett barn med downs syndrom i den kanadensiska filmen Café de Flore (2011) fick hon bland annat en Genie Award 2012.

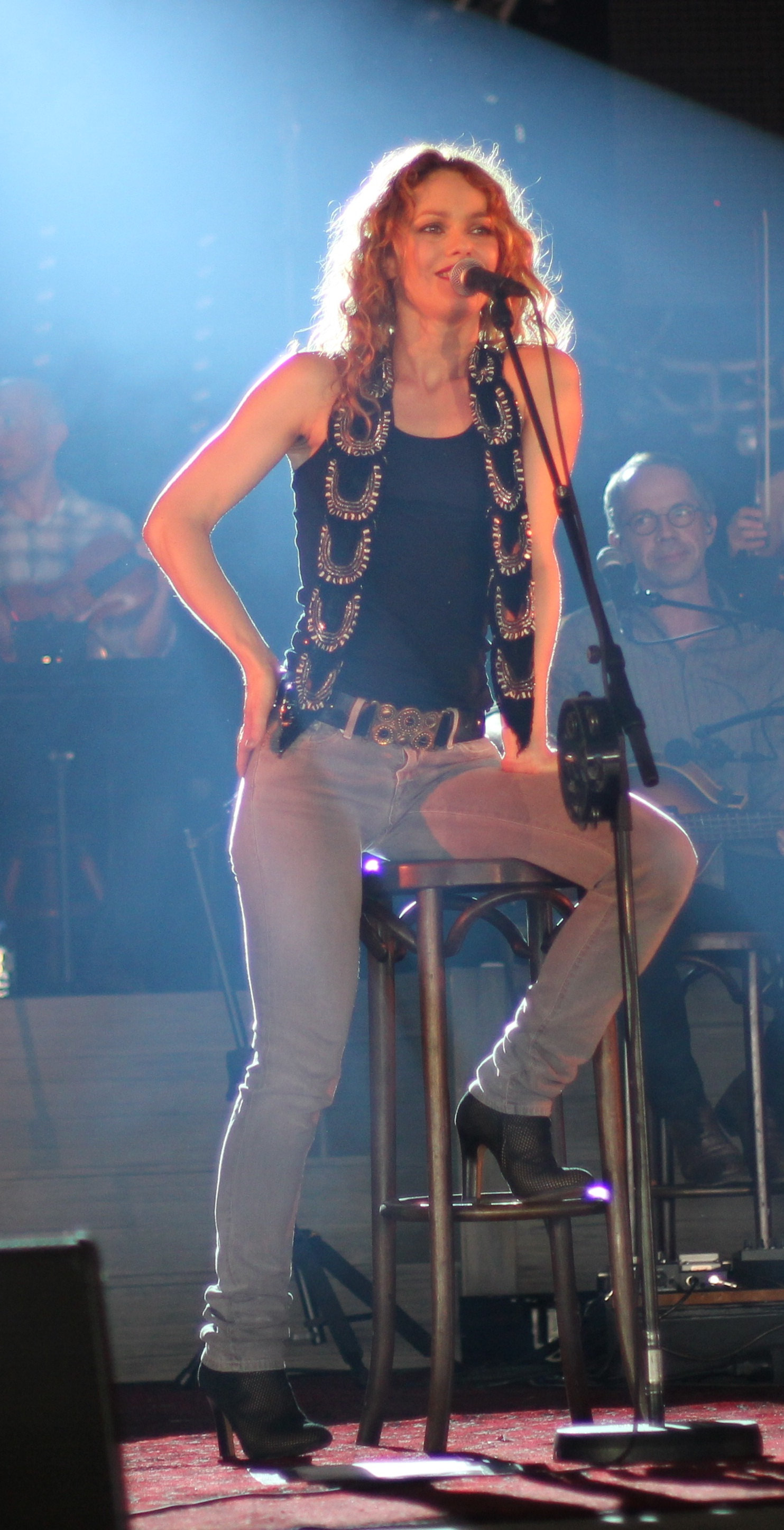
Vanessa Paradis, konsert på Solidays 2010.

2010 gav hon ut det helt akustiska albumet Une nuit à Versailles, inspelat på slottet Versailles under hennes Vanessa Paradis Concert Acoustique–turné. Samma år gav hon även ut en DVD–samling, Anthologie, med en svårfunnen samling konserter och intervjuer under åren 1987–2007.
2007 tilldelades hon hederstiteln Chevalier de l'Ordre des Arts et des Lettres av franska staten för sina insatser för fransk kultur.

## Familj
Vanessa Paradis levde 1998–2012 tillsammans med skådespelaren Johnny Depp som hon träffade 1998, då hon ett par år sammanlevt med skådespelaren Stanislas Merhar och Depp var i Paris för inspelningen av Roman Polańskis The Ninth Gate. De har två barn tillsammans, Lily-Rose Melody Depp (född 1999) och John "Jack" Christopher Depp III (född 2002). Även dottern är skådespelare och modell, och Jack Depp debuterade som skådespelare 2016. Familjen var bosatt i Plan-de-la-tour i Provence (i södra Frankrike) och Paris, samt i Kalifornien och på en ö i Bahamas. I juni 2012 tillkännagav paret att de valt att skiljas åt i vänskaplighet.
2012–2015 hade Paradis ett förhållande med musikern Benjamin Biolay. I juni 2018 gifte hon sig med regissören Samuel Benchetrit, efter att hon spelat en huvudroll i hans film Chien året innan.
Hon har en tio år yngre syster, Alysson Paradis, som också är skådespelare.

## Diskografi

### Studioalbum
- 1988 – M&J
- 1990 – Variations sur le même t'aime
- 1992 – Vanessa Paradis
- 2000 – Bliss
- 2007 – Divinidylle
- 2013 – Love Songs

### Livealbum
- 1994 – Live
- 2001 – Vanessa Paradis au Zénith
- 2008 – Divinidylle Tour
- 2010 – Une nuit à Versailles
- 2014 – Love Songs Tour

### Samlingsalbum
- 2009 – Best of Vanessa Paradis

### Singlar
- 1987 – Joe le taxi
- 1988 – Manolo Manolete
- 1988 – Marilyn et John
- 1988 – Maxou
- 1989 – Coupe coupe
- 1989 – Mosquito
- 1990 – Tandem
- 1990 – Dis lui toi que je t'aime
- 1991 – L'Amour en soi
- 1992 – Be My Baby
- 1993 – Sunday Mondays
- 1993 – Just As Long As You Are There
- 1993 – Natural High
- 1994 – Les Cactus
- 1994 – Gotta Have It
- 2000 – Commando
- 2000 – Pourtant
- 2001 – Que fait la vie?
- 2007 – Divine idylle
- 2007 – Dès que j'te vois
- 2008 – L'Incendie
- 2008 – Adrienne
- 2009 – Il y a
- 2011 – La Seine med -M-
- 2013 – Love Song
- 2013 – Les espaces et les sentiments
- 2014 – Mi amor
- 2014 – Pas besoin de permis med Benjamin Biolay

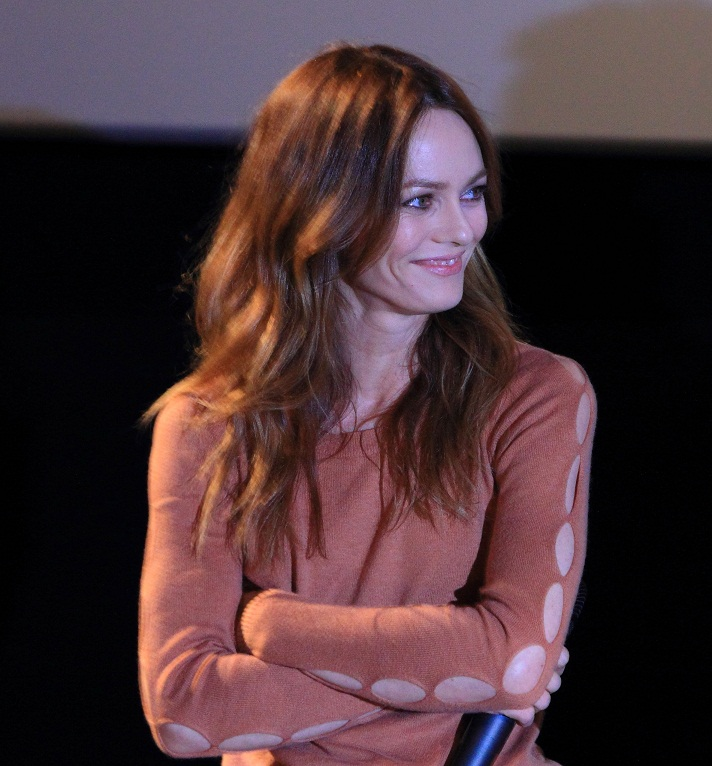
Vanessa Paradis 2012, visning Café de Flore.

## Filmografi (urval)
- 1989 – Noce blanche
- 1995 – Élisa
- 1997 – Un amour de sorcière
- 1998 – Une chance sur deux
- 1999 – Flickan på bron
- 2005 – Mon ange
- 2007 – La Clef
- 2010 – Heartbreaker
- 2011 – Skönheten och monstret i Paris (franska: Un monstre à Paris, regi: Eric Bergeron). Dubbning och sång: Lucille.
- 2012 – Café de Flore
- 2014 – Fading Gigolo
- 2016 – Yoga Hosers
- 2017 – Maryline
- 2017 – Chien

## Priser och utmärkelser
- 1990 – César du cinéma för Noce blanche
- 1990 – Prix Romy Schneider
- 1990 – Victoire de la musique: "Bästa musikartist"
- 1991 – Victoire De La Musique: "Nästa musikvideo" för "Tandem" (regi: Jean-Baptiste Mondino)
- 1999 – Nominerad för César för Flickan på bron
- 2001 – Nominerad för NRJ Music Award för "Bästa franskspråkiga artist" + "Bästa franskspråkiga album" (Bliss)
- 2007 – Chevalier de l'Ordre des Arts et des Lettres.
- 2008 – Nominerad för NRJ Music Awards för "Bästa franskspråkiga album" (Divinidylle)
- 2008 – Nominerad för Trophy Women's Gold i kategorin "Shower"
- 2008 – Victoire De La Musique: "Bästa kvinnliga artist"
- 2008 – Victoire De La Musique: "Bästa popalbum" (Divinidylle)
- 2009 – Victoire De La Musique: "Bästa musik–DVD" (Divinidylle Tour)